# Leif Olsson (politiker)
Leif Elof Hildemar Olsson, född 24 mars 1932 i Brastads församling, död 16 april 2023, var en svensk banktjänsteman och politiker (folkpartist).
Leif Olsson, som kom från en bondefamilj, fullföljde utbildning vid Göteborgs handelsgymnasium 1951 och var bankkamrer vid Föreningsbankens kontor i Brastad 1971–1991. Han var ledamot av Stångenäs landskommuns kommunalfullmäktige 1958–1970 och efter kommunsammanslagningen i Lysekils kommuns kommunfullmäktige 1971–1985, åren 1973–1985 även som ledamot i kommunstyrelsen.
Han var riksdagsledamot för Bohusläns valkrets 1985–1991. I riksdagen var han bland annat ledamot i bostadsutskottet 1988–1989 och i skatteutskottet 1989–1991. Han engagerade sig främst i skattepolitik och fiskefrågor.